# Suzdal
Suzdal (rusko Суздаль, IPA: [ˈsuzdəlʲ]) je mesto, ki služi kot upravno središče Suzdalskega okrožja v Vladimirski oblasti v Rusiji, ki leži ob pritoku reke Nerl Kamenka, 26 km severno od mesta Vladimir. Po popisu prebivalstva leta 2021 je imelo 9286 prebivalcev.
V 12. stoletju je Suzdal postal glavno mesto kneževine. Trenutno je Suzdal najmanjše mesto Zlatega obroča Rusije. Ima več znamenitosti, ki so uvrščene na seznam svetovne dediščine UNESCO.

## Zgodovina
Zgodovina mesta sega v leti 999 in 1024. Leta 1125 je Jurij Dolgoroki Suzdal razglasil za prestolnico Rostovsko-Suzdalske kneževine. Leta 1157 je Andrej Bogoljubski preselil prestolnico iz Suzdala v Vladimir, od takrat je bila kneževina znana kot Vladimir-Suzdal. Suzdal je bil leta 1237 med mongolskimi vpadi požgan in oropan; vendar je zaradi svoje lege na rodovitnem območju, kjer gojijo pšenico, ostal trgovsko središče. Leta 1341 se je združil z Nižnim Novgorodom, dokler ju leta 1392 ni priključila Moskva.
Po upadu političnega pomena je mesto ponovno pridobilo na veljavi kot versko središče, razvojne projekte pa sta v 16. stoletju financirala Vasilij III. in Ivan Grozni. V poznem 17. in 18. stoletju so bogati trgovci financirali gradnjo 30 cerkva, od katerih mnoge stojijo še danes.
Leta 1864 lokalnim trgovcem ni uspelo prepričati vlade, da bi skozi njihovo mesto zgradila Transsibirsko železnico. Namesto tega je železnica potekala skozi Vladimir, 35 km stran. Leta 1967 je Suzdal pridobil status zvezne zaščite, ki je uradno omejil razvoj na tem območju.
Leta 1943 so bili visoki nacistični častniki, ujeti v bitki za Stalingrad, zaprti v suzdalskem samostanu.
Danes mesto služi kot turistično središče, v katerem je veliko primerov stare ruske arhitekture. Velik del podeželske infrastrukture in delno neasfaltiranih ulic je ohranjenih.

## Upravni in občinski status
V okviru upravnih enot Suzdal služi kot upravno središče Suzdalskega okrožja, kateremu je neposredno podrejen. Kot občinska enota je mesto Suzdal vključeno v Suzdalski občinski okraj kot mestno naselje Suzdal.

## Turizem
Primarna panoga Suzdala je turizem. Suzdal se je izognil industrializaciji sovjetske dobe, zato se je ohranila arhitektura od 13. do 19. stoletja. V Suzdalu je 305 spomenikov in zaščitenih stavb, vključno s 30 cerkvami, 14 zvoniki in 5 samostani in samostani. 79 od njih je zvezno zaščitenih stavb, 167 pa regionalno zaščitenih.
Leta 1982 je Suzdal postal prvo rusko mesto, ki je prejelo La Pomme d'Or (Zlato jabolko) - nagrado za odličnost v turistični industriji, ki jo vsako leto podeljuje Svetovna zveza potovalnih novinarjev in piscev (FIJET).
Leta 1992 sta bila dva spomenika (Odrešenikov samostan sv. Evtimija in Kremelj s cerkvijo Marijinega rojstva) skupaj s šestimi drugimi belimi spomeniki v regiji uvrščena na seznam svetovne dediščine UNESCO.

### Pomembne stavbe
- Suzdalski kremelj je najstarejši del Suzdala, ki izvira iz 10. stoletja. Je predhodnik Moskovskega kremlja. V 12. stoletju je bil sedež kneza Jurija Dolgorokega, ki je vladal severovzhodnemu delu Kijevske Rusije in ustanovil postojanko, ki je danes Moskva. Posad (naselje) na vzhodu je postal dom posvetnega prebivalstva, kot so trgovci in obrtniki, medtem ko je bil Kremelj (trdnjava) dom kneza, nadškofa in visoke duhovščine. V Kremlju je v nadškofovski sobi razstava o zgodovini Suzdala, ki vključuje obisk Križne dvorane iz 18. stoletja, ki je bila uporabljena za sprejeme. Več eksponatov je na voljo v kremeljskem zvoniku (rusko: Звонница) iz leta 1635 na dvorišču.
- 1,4 kilometra dolg zemeljski nasip Kremlja obdaja številne hiše in cerkve, vključno s cerkvijo Marijinega rojstva. Cerkev, ki jo zaznamujejo zlate in modre kupole, je v letih 1222–1225 zgradil Jurij II. Vladimirski na mestu prejšnje cerkve, ki jo je okoli leta 1102 zgradil Vladimir Monomah. Zgrajena je bila iz lahkega lehnjaka z apnencem za detajle. Leta 1445 se je cerkev porušila in je bila v letih 1528–1530 obnovljena, pri čemer so bili zgornja konstrukcija in bobni zgrajeni iz nove opeke.[22] Prvotna vrata iz cerkve iz 13. stoletja so zdaj razstavljena v nadškofijski dvorani.
- Odrešenski Samostan svetega Evtimija je bil ustanovljen leta 1352 severno od mestnega središča na visokem bregu reke Kamenka. Zgrajen je bil po ukazu suzdalsko-nižnjenovgorodskega kneza Konstantina. Samostan je bil načrtovan kot trdnjava in je bil prvotno obdan z lesenim obzidjem, ki so ga kasneje uničili Poljaki. Današnje rdečkasto opečne stene suzdalskega samostana so bile zgrajene v štirih letih, od 1640 do 1644. Utrdbe imajo 12 stolpov, zgrajenih za namestitev topništva. Kasneje leta 1766 je samostan po ukazu Katarine Velike postal zapor, ki je slovel po hudem kaznovanju zapornikov. Leta 1905 je bil zapor zaprt; vendar je kasneje v sovjetskem obdobju spet služil kot zapor.

- Lesena cerkev sv. Nikolaja, prvotno zgrajena v Glotovu leta 1766 in v celoti izdelana iz lesa, je bila leta 1960 preseljena v Suzdal, da bi postala del Muzeja lesene arhitekture in kmečkega življenja. Cerkev je dvignjena od tal za približno eno nadstropje, odkar so jo preselili čez državo.[23]
- Cerkev sv. Janeza Krstnika, zgrajena leta 1720, hkrati z leseno cerkvijo sv. Nikolaja. Zgrajena je bila z belo ometanimi stenami in lesenimi nosilci.
- Samostan sv. Aleksandra, zgrajen leta 1240 po naročilu neznanega arhitekta. Princesi Marija in Agripina iz Suzdala sta bili tukaj pokopani v 14. stoletju.[24]
- Pokroski samostan, ustanovljen leta 1364. V njegovem središču stoji Pokrovska cerkev, prizidek, zgrajen leta 1518, ki ga je financiral moskovski kralj Vasilij III. Notranjost cerkve je iz navadnega belega kamna, brez poslikav ali vitrajev. V cerkvi so grobnice 20 nun plemiškega rodu. S cerkvijo je povezan umetnostni muzej, ki vsebuje dela, ustvarjena v 16. in 17. stoletju.[25]